# Chagurin
Chagurin (ちゃぐりん?) è una rivista giapponese per bambini pubblicata da Family Light Association (家の光協会?, Ie no Hikari Kyōkai). La rivista era pubblicata in precedenza con il nome di Children's Light (こどもの光?, Kodomo no Hikari). L'obiettivo della rivista è quella di educare la prossima generazione. La rivista è difficile da trovare nelle grandi fumetterie e librerie, bensì possono essere facilmente trovate nei locali "JA". Chagurin mira ad essere una rivista educativa, come quelle pubblicate da Shogakukan fino agli anni sessanta, e riceve raccomandazioni da parte del National PTA del Giappone.
La rivista contiene una grande varietà di manga. I manga che si trovano all'interno di Chagurin di solito non vengono mai pubblicati nel formato tankōbon, salvo alcune eccezioni come Doraemon e Kiteretsu Daihyakka.